# Amir Reza Hosseinpour
Amir Reza Hosseinpour (1964) es un cirujano iraní, de nacionalidad británica, que actualmente ejerce como cirujano cardiovascular pediátrico en el Hospital Virgen del Rocío, un hospital público de Sevilla, en donde se estima que ha operado a más de tres mil niños y bebés desde su entrada, en 2006. Ha publicado libros y artículos científicos, así como un libro sobre la tauromaquia, de la cual es aficionado. También es un gran defensor de la sanidad pública española, que considera mejor incluso que la suiza o la estadounidense.

## Biografía
Amir Reza Hosseinpour nació en Teherán en 1964, hijo de un reputado cardiólogo iraní. En 1979, con catorce años, su familia y él huyeron de la revolución islámica. Su padre fue un cardiólogo y catedrático pionero en introducir la ecocardiología y otros procedimientos en Irán. A los 17 años se mudó con su familia a Inglaterra. Estudió medicina en la Universidad de Londres (Guy's & St Thomas's) y se formó en cirugía cardiotorácica en Cambridge, Southampton y varios centros pediátricos reconocidos en Reino Unido. También ha vivido en Francia y Estados Unidos. En 2006 se trasladó a Sevilla, donde ha formado una familia. Habla español, inglés, francés y persa.
En 2006, fue contratado por el Dr. Mauro Gil‑Fournier para incorporarse a la Unidad de Cirugía Cardiaca Congénita del Hospital Virgen del Rocío, al sur de la ciudad de Sevilla. En este hospital, se ha desarrollado profesionalmente en el campo de la cirugía infantil, a cargo de Dr. José Miguel Borrego.
En 2007 acudió por primera vez a una corrida de toros, en la Real Maestranza de Sevilla, «decidido a conseguir argumentos para justificar su condición de antitaurino, y salió enamorado de aquel espectáculo». En 2013 publicó el libro Making Sense of Bullfighting (‘Dar sentido a la tauromaquia’), que es uno de los más vendidos online sobre toreo y con mejores críticas. Además de conocer la cultura taurina, baila sevillanas y aprecia la cocina andaluza.
Lideró varias misiones solidarias organizadas por la Palestine Children's Relief Fund (PCRF) para operar a niños con cardiopatías congénitas en Palestina, especialmente en Ramala y Gaza.
En 2022 pasó a dirigir la cirugía pediátrica del corazón en el Hospital Universitario de Lausana (CHUV).

## Publicaciones
- Making Sense of Bullfighting (2013) ISBN 978-841-60-6801-2
- Pathophysiology of Congenital Heart Disease from a Surgical Perspective (2020) ISBN 978-841-74-1639-3